# NPPC
NPPC (англ. Natriuretic peptide C) – білок, який кодується однойменним геном, розташованим у людей на короткому плечі 2-ї хромосоми.  Довжина поліпептидного ланцюга білка становить 126 амінокислот, а молекулярна маса — 13 246.
| 10         |  | 20         |  | 30         |  | 40         |  | 50         |
| ---------- |  | ---------- |  | ---------- |  | ---------- |  | ---------- |
| MHLSQLLACA |  | LLLTLLSLRP |  | SEAKPGAPPK |  | VPRTPPAEEL |  | AEPQAAGGGQ |
| KKGDKAPGGG |  | GANLKGDRSR |  | LLRDLRVDTK |  | SRAAWARLLQ |  | EHPNARKYKG |
| ANKKGLSKGC |  | FGLKLDRIGS |  | MSGLGC     |  |            |  |            |

A: Аланін

C: Цистеїн

D: Аспарагінова кислота

E: Глутамінова кислота

F: Фенілаланін

G: Гліцин

H: Гістидин

I: Ізолейцин

K: Лізин

L: Лейцин

M: Метіонін

N: Аспарагін

P: Пролін

Q: Глутамін

R: Аргінін

S: Серин

T: Треонін

V: Валін

W: Триптофан

Кодований геном білок за функціями належить до гормонів, вазоактивних білків. 
Задіяний у таких біологічних процесах як остеогенез, поліморфізм. 
Секретований назовні.